# Margarita Sucari
Margarita Teodora Sucari Cari (Azángaro, 24 de febrero de 1962) es una química farmacéutica y política peruana. Fue congresista por el departamento de Puno en el periodo 2006-2011.

## Biografía
Es químico farmacéutica de profesión, egresada de la facultad de Farmacia y Bioquímica de la Universidad Católica de Santa María de Arequipa. Con maestría en Gerencia Social egresada de la Pontificia Universidad Católica del Perú y maestría en investigación y docencia universitaria egresada de la Universidad Inca Garcilaso de la Vega, con estudios de doctorado en Salud Pública también en la Universidad Inca Garcilaso de la Vega.

## Labor política

### Congresista de la República
Participó en las elecciones generales del 2006 como candidata al Congreso de la República por el partido Unión por el Perú obteniendo la representación.
Desempeñó su carrera en el Hospital del Instituto Peruano de Seguridad Social. Es perito judicial de la Corte Superior de Justicia de Puno, exdocente en la Facultad de Educación de la Universidad Andina Néstor Cáceres Velásquez de Juliaca.
Intentó ser alcaldesa de la provincia de San Román en las elecciones regionales del 2014, sin embargo, no resultó elegida y de igual manera cuando intentó volver al Congreso por Alianza para el Progreso en las elecciones del 2016.